# Maruane I
Maruane ibne Aláqueme ibne Abulás ibne Omaia (em árabe: مروان بن الحكم بن ابو العاص بن أمية; romaniz.: Marwan ibn al-Hakam ibn Abu al-'As ibn Umayyah; 623–685), melhor conhecido apenas como Marvão I ou Maruane I, foi o quarto califa omíada, tomando o poder após a abdicação de Moáuia II em 684. A ascensão de Maruane iniciou uma mudança na linhagem da dinastia dos omíadas, dos descendentes de Abu Sufiane para os de Aláqueme ibne Uail, ambos netos de Omaia, que emprestou seu nome à dinastia. Aláqueme também era o tio de Otomão.
Durante a Batalha do Camelo (Baçorá), acredita-se que Maruane ibne Aláqueme tenha atirado em seu general, Talha ibne Ubaide Alá, com uma flecha na coxa, matando-o. O motivo teria sido uma vingança por ele ter supostamente traído o terceiro califa, Otomão. Na época, ele foi removido por Ali e só retomou o posto Moáuia I. Maruane também acabou eventualmente expulso da cidade quando Abedalá ibne Zobair se revoltou contra Iázide I. Maruane seguiu então para Damasco, onde ele se tornou o califa quando Moáuia II abdicou.
O curto reinado de Maruane foi marcado pela guerra civil entre os omíadas e também pela luta contra ibne Zobair, que controlava Hejaz, Iraque, Egito e partes da Síria. Maruane conseguiu vencer a guerra civil, iniciando a linhagem dos maruânidas entre os califas omíadas. Ele também conseguiu recapturar o Egito e a Síria, mas não conseguiu derrotar ibne Zobair completamente. Os xiitas não consideram nenhum dos califas omíadas como legítimos.